# Öradtjärnen (Äppelbo socken, Dalarna, 669602-139771)
Öradtjärnen är en sjö i Vansbro kommun i Dalarna och ingår i Dalälvens huvudavrinningsområde. Sjön har en area på 0,114 kvadratkilometer och ligger 419,5 meter över havet. Sjön avvattnas av vattendraget Brusbäcken.

## Delavrinningsområde
Öradtjärnen ingår i det delavrinningsområde (669607-139753) som SMHI kallar för Ovan 669512-139941. Medelhöjden är 445 meter över havet och ytan är 6,37 kvadratkilometer. Det finns inga avrinningsområden uppströms utan avrinningsområdet är högsta punkten. Brusbäcken som avvattnar avrinningsområdet har biflödesordning 4, vilket innebär att vattnet flödar genom totalt 4 vattendrag innan det når havet efter 358 kilometer. Avrinningsområdet består mestadels av skog (94 procent). Avrinningsområdet har 0,11 kvadratkilometer vattenytor vilket ger det en sjöprocent på 1,8 procent.